# Mojstrovka
A Mojstrovka egy hegy a Júliai-Alpokban. Három csúcsa van:
- Mala Mojstrovka, 2332 m ("kis")
- Velika Mojstrovka, 2366 m ("nagy")
- Zadnja Mojstrovka, 2372 m ("hátsó")

Legkönnyebben megközelíthető a Vršič felől, onnan a kőomladékon át, vagy a Hanzovi úton keresztül az északi oldalról.
A Mala (kis) Mojstrovka a három csúcs közül a legkedveltebb, először is a relatív magas kiindulópont miatt. A csúcson hegyi napló található.
Az összes csúcsról szép kilátás van a környező hegyekre, valamint az Isonzó folyó völgyére.

## Külső hivatkozások
- Mala Mojstrovka - Hribi.net[halott link]
- Velika Mojstrovka - Hribi.net
- Zadnja Mojstrovka - Hribi.net